# Lange (cràter)
Lange és un cràter d'impacte en el planeta Mercuri de 176,23 km de diàmetre. Porta el nom de la fotògrafa estatunidenca Dorothea Lange (1895-1965), i el seu nom va ser aprovat per la Unió Astronòmica Internacional el 2009.